# Битвы Зверей
«Битвы Зверей» (англ. Beast Wars: Transformers) — прямое продолжение оригинального сериала о трансформерах, созданное канадскими аниматорами.
После "ReBoot" это второй в истории мультсериал нарисованный в 3D и первый трёхмерный мультсериал о трансформерах. Он получил высокую оценку как у зрительской аудитории, так и у критиков: художник-постановщик сериала Клайд Клотц в 1997 году был награждён Дневной премией «Эмми» за работу над этим мультсериалом.
Сериал состоит из 52 серий, которые объединены в 3 сезона: первый сезон включает в себя 26 серий, второй и третий — по 13 серий.

## Сюжет
Действие сериала разворачивается спустя 300 лет после событий, описанных в «The Transformers».

### Сезон 1 (серии 1-26)
…Давно окончилась эпоха Великих войн. Максималы (потомки автоботов) и предаконы (потомки десептиконов) мирно жили на Кибертроне до тех пор, пока один из предаконов, властолюбивый и воинственный Мегатрон,выкрал драгоценную реликвию — Золотой Диск, содержавший информацию о местах скопления энергона. Завладев Диском, Мегатрон с компанией своих приверженцев бежал с Кибертрона. Команда максималов во главе с Оптимусом Праймалом получает приказ догнать и вернуть преступников. Однако в ходе преследования оба корабля попадают во пространственно-временну́ю воронку и, серьёзно повреждённые, приземляются на неведомой планете. 
Приняв формы органических живых существ, максималы и предаконы сражаются за обладание живительным энергоном. Кроме того, максималы пытаются найти способ вернуться назад на Кибертрон, в то время как предаконы всеми силами стараются им помешать. Однако вскоре обе стороны узнают, что, помимо них, на планете существует и некая третья сила — могущественная инопланетная раса Вок, которая не одобряет их присутствия. Чтобы заставить нежелательных пришельцев удалиться, Воки намерены сжечь все запасы энергона на поверхности планеты. Понимая, что это приведёт к гибели всего живого на планете, Оптимус Праймал отправляется в космос и, жертвуя собственной жизнью, взрывает космическую станцию Воков.

### Сезон 2 (серии 27-39)
Под воздействием волны квантового излучения, порождённой разрушением орбитальной станции Воков, часть максималов и предаконов была переформатирована в трансметаллические существа, более сильные и с новыми техническими возможностями. Это даёт «Звериным Войнам» новый импульс. Хотя надежды Мегатрона на лёгкую победу над максималами, оставшимися без предводителя, не оправдываются — Оптимус Праймал возрождается к жизни в новой трансметаллической форме и становится ещё более могучим, чем прежде, — командир предаконов не отказывается от своих замыслов. Более того, — убедившись, что попал в далёкое прошлое Земли, он стремится использовать этот шанс и изменить будущее всего мира трансформеров. Вначале он планирует лишить автоботов их будущих земных союзников и с этой целью организует налёт предаконов на обиталище первобытных людей, рассчитывая истребить человечество в самом зародыше. Благодаря героизму и самоотверженности Динобота операция заканчивается полным провалом, а Золотой Диск, из-за которого всё началось, разбит вдребезги. Но Мегатрон не собирается отступать. Следуя инструкциям, сохранившимся на осколке Золотого Диска, он проникает в «Ковчег» — древний звездолёт автоботов, чтобы умертвить их лидера Оптимуса Прайма и тем самым обеспечить победу десептиконов в войне, которая начнётся после их пробуждения. Грубое вмешательство Мегатрона в ход истории порождает временну́ю бурю. Под угрозой оказывается не только жизнь автоботов и максималов, но и существование самой Вселенной…

### Сезон 3 (серии 40-52)
Максималам удаётся остановить временну́ю бурю, но ситуация остаётся крайне напряжённой. Вобрав в себя «искры» своих знаменитых предков, Оптимус Праймал и Мегатрон обретают новые силы и готовятся к решающей схватке, предсказанной в «Завете Праймуса» — Священной Книге Кибертрона. 
Хотя Мегатрон потерял почти всех своих бойцов, а его база разгромлена Тайгерхоком, его мощь по-прежнему огромна, так как ему удаётся поднять со дна моря «Немезиду» — боевой корабль десептиконов. Оптимус Праймал атакует его, и начинается апокалиптическая битва Света и Тьмы, исход которой остаётся неясным до тех пор, пока Динобот-клон — последний воин Мегатрона — не переходит на сторону максималов. Райноксу удаётся вновь затопить «Немезиду». Максималы берут Мегатрона в плен и возвращаются на Кибертрон.

## Не вышедшие на свет эпизоды
Существует информация о нескольких эпизодах, которые по тем или иным причинам не вышли в свет:
- «Bitch Wars»[13] — серия первого сезона, предполагавшая противостояние Чёрной Вдовы и Эйрэйзор, но сценаристам так и не удалось придумать подходящую для идеи ситуацию.
- «The Greater Ape» — серия первого сезона, в которой Оптимус Праймал теряет память и присоединяется к стае горилл, даже находит себе партнёршу. Но в результате атаки предаконов всё вспоминает, однако подруга-обезьяна отказывается принять его истинную сущность. Серия потребовала бы слишком большого числа новых моделей, поэтому не была создана.
- «Dark Glass» — серия третьего сезона, в которой Рэттрэп пытается наделить Динобота-Клона воспоминаниями оригинального Динобота, чтобы вернуть своего друга. Однако половина Искры Рэмпейджа оказывается сильнее и подавляет личность Динобота (эта серия должна была объяснить, почему после гибели Рэмпейджа Динобот-Клон не захотел больше оставаться предаконом, однако сюжет сочли слишком мрачным и не подходящим для маленьких детей, поэтому его и не стали экранизировать). Позднее идея была адаптирована в одноименном комиксе.

## Место действия
Местом действия сериала является Земля, однако у неё — не один спутник, как положено, а два. Это заставляет героев мультсериала сомневаться в том, действительно ли они прибыли именно туда, куда направлялись (до тех пор, пока не выясняется, что меньший по размеру спутник на самом деле — не что иное, как орбитальная космическая станция инопланетян).
Насколько можно судить, космические корабли максималов и предаконов совершили аварийную посадку в горах на территории Северной Америки, приблизительно в районе нынешнего национального парка Арчес на плато Колорадо (штат Юта). Практически все события сериала происходят либо на самих кораблях, либо в их окрестностях.
- «А́ксалон» (англ. Axalon) — звездолёт максималов. Предназначался для выполнения научно-исследовательских миссий, но был спешно отозван из очередного рейса и направлен в погоню за похитителями Золотого Диска, поскольку только он обладал необходимыми для этого ходовыми качествами и навигационными устройствами. Когда повреждения, полученные «Аксалоном» при аварии, были исправлены Райноксом, максималы решили отправиться домой, но перед самым стартом их атаковали предаконы. Во время драки в командном отсеке корабля был сломан пульт управления, и «Аксалон» начал падать. Оптимус Праймал смог остановить падение и обеспечить кораблю мягкую посадку, но после приземления выяснилось, что «Аксалон» больше уже не сможет взлететь[14]. В дальнейшем он служил только опорной базой до того самого момента, когда был окончательно разбит ракетой Рэмпейджа. Хотя кое-какое оборудование уцелело, бо́льшая часть корпуса «Аксалона» была затоплена в озере[15].
- «Да́рксайд» (англ. Darksyde) — боевой космический крейсер. Первоначально принадлежал максималам, но приспешники Мегатрона угнали его, чтобы скрыться с места преступления. С помощью установленного на нём трансварп-генератора — особого устройства, создающего искривление пространственно-временного континуума — они надеялись уйти от преследователей, но вместо этого утянули их с собой в доисторическое прошлое. 
 В результате падения «Дарксайд» пострадал значительно сильнее, чем «Аксалон», практически переломившись пополам; кроме того, внутри него произошёл взрыв кристаллов энергона, вызвавший дополнительные разрушения. В итоге «Дарксайд» уже не подлежал ремонту, но предаконы, в отличие от максималов, даже не пытались его восстановить, поскольку не собирались возвращаться на Кибертрон. Вместо этого они оборудовали целую систему подземных помещений, среди которых были склады, лаборатории и даже тюрьма[16], устроенная по приказу Мегатрона в нижнем отсеке корабля, прямо над магматической камерой спящего вулкана. 
 В конце сериала «Дарксайд» был взорван Тайгерхоком[17].
- «Ковче́г» (англ. Ark) — знаменитый космический корабль автоботов, на котором те несколько миллионов лет назад покинули Кибертрон в поисках новых источников энергии. После крушения был скрыт в недрах вулкана. Максималы перебрались туда после того, как потеряли свой собственный корабль, и из обломков «Аксалона» соорудили новую базу на подступах к «Ковчегу», чтобы защищать его от дальнейших поползновений со стороны предаконов[18].
- «Немези́да» (англ. Nemesis) — боевой звездолёт десептиконов; оснащён лазерными пушками огромной мощности, а также особым устройством, испускающим «притягивающий луч», который позволяет брать на абордаж корабли противников. Тарантул первым обнаружил его на дне океана, но утаил свою находку от Мегатрона, надеясь использовать её в своих целях. Ему, однако, не пришлось этого сделать, и «Немезидой» завладел Мегатрон, чтобы сокрушить «Ковчег» и окончательно добить максималов, а заодно и автоботов.
- «Оме́га Де́льта» (англ. Omega Delta) — аварийный спасательный шаттл автоботов; когда максималам, находившимся на «Ковчеге», угрожала гибель во время атаки Мегатрона, Динобот-клон с бортового компьютера «Немезиды» передал им секретный код, с помощью которого они смогли запустить шаттл и взлететь. Протаранив командный отсек «Немезиды», Райнокс лишил её управления, в результате чего корабль десептиконов вновь рухнул в океан, а максималы смогли наконец отправиться на родную планету.

## Персонажи

Максималы. Слева направо: Тигатрон, Читор, Динобот, Оптимус Праймал, Райнокс, Эйрэйзор (сидит), Рэттрэп

| Имя в российском показе | Оригинальное имя | Роли озвучивали             |
| ----------------------- | ---------------- | --------------------------- |
| Оптимус Праймал         | Optimus Primal   | Гэрри Чок                   |
| Райнокс                 | Rhinox           | Ричард Ньюман               |
| Дайнобот                | Dinobot          | Скотт МакНейл               |
| Читор                   | Cheetor          | Йэн Джеймс Корлетт          |
| Рэттрэп                 | Rattrap          | Скотт МакНил                |
| Эйрэйзор                | Airazor          | Полин Ньюстон               |
| Сильверболт             | Silverbolt       | Скотт МакНил                |
| Дэпс Чардж              | Depth Charge     | Дэвид Соболов               |
| Мегатрон                | Megatron         | Дэвид Кей                   |
| Скорпонок               | Scorponok        | Дон Браун                   |
| Оспинатор               | Waspinator       | Скотт МакНейл               |
| Террорзавр              | Terrorsaur       | Дуг Паркер                  |
| Тарантул                | Tarantulas       | Алек Виллоус                |
| Тайгатрон               | Tigatron         | Блу Манкума                 |
| Чёрная вдова            | Blackarachnia    | Венус Терзо                 |
| Инферно                 | Inferno          | Джим Брайнс                 |
| Рэмпейдж                | Rampage          | Кэмпбелл Лэйн               |
| Вок                     | Vok              | Блу Манкума и Ричард Ньюмен |

## Видеоигры
По мультсериалу «Битвы зверей» было выпущено две видеоигры. Игра Beast Wars: Transformers для PlayStation и ПК представляет собой шутер, в котором можно играть за максималов или предаконов. Сюжетно игра основана на первом сезоне мультсериала. Вторая игра под названием Beast Wars Transmetals создана на основе второго сезона мультсериала и по жанру является файтингом. Озвучку персонажей Beast Wars Transmetals выполнили те же актеры, что и в мультсериале.